# Choró
Choró é um município brasileiro localizado no estado do Ceará, na microrregião do Sertão de Quixeramobim, mesorregião dos Sertões Cearenses. Tem sua população estimada em 2024 em 12.380 habitantes.
O município tem área total de 815,268 km², o que corresponde a 0,59% da área do estado. Sua altitude média é de 243 m, sendo o ponto mais alto a serra da Palha, situada a oeste da serra do Estêvão.

## Etimologia
O topônimo Choró vem do chorron que em tupi guarani significa murmurar ou pássaro que tem um canto que parece um murmúrio. Sua denominação original é Choró, sem haver alterações no decorrer do tempo.

## Formação administrativa
Em 1933, Choró foi elevado a distrito de Quixadá. Em 1959, Choró se emancipou de Quixadá e anexou três distritos: Caiçarinha, Daniel de Queiroz e Dom Maurício. Em 1963, Marajá e Muquém tornaram-se distritos choroenses. Em 1965, Choró foi rebaixado a distrito quixadaense. Em 1992, Choró novamente se emancipou de Quixadá, e anexou o distrito de Caiçarinha. Em 1993 foram criados três distritos: Barbada,  Maravilha e Monte Castelo. Em 2001 foi criado o distrito de Santa Rita.
Atualmente Choró possui seis distritos:
1. Barbada
2. Caiçarinha
3. Choró (distrito-sede)
4. Maravilha
5. Monte Castelo
6. Santa Rita

## História
A região das nascentes do Choró (Boqueirão do Limão), entre as serras do Estêvão e de Quixeramobim, era habitada por índios como os jenipapo-kanyndé, choró e quesito.
É um núcleo urbano que surgiu devido aos projetos de combate a seca, entre 1932 e 1934. No lugar denominado Boqueirão do Limão foi construído o Açude Choró-Limão. Do acampamento de operários empregados na construção deste açude surgiu o povoamento que cresceu ao redor da capela de São Sebastião e o açude, que depois se transformaria em município.

## Geografia
O município tem 6 distritos: Choró (sede), Barbada, Caiçarinha, Maravilha, Monte Castelo e Santa Rita.

### Hidrografia e recursos hídricos
O município está totalmente inserido na bacia hidrográfica do rio Choró. Entre os seus afluentes estão os rios: Três Irmãos, Cangati; e os riachos: dos Ferras, Caiçarinha, dos Cavalos, os Caçados e Mutamba.
No leito do rio Choró está construído o Açude Choró, que é a principal reserva hídrica municipal, e um dos maiores açudes da região Nordeste.

### Clima e vegetação
O clima é o tropical quente semiárido, com chuvas concentradas de fevereiro a abril. A pluviometria média anual é de 723 mm.
A vegetação predominante é a caatinga.

## Economia
A base de sua economia é a agricultura familiar, com o cultivo de algodão arbóreo e herbáceo, caju, milho e feijão.
Pecuária: bovinos, suínos e aves.
Setor terciário com a contratação de serviços e mão de obra.

## Cultura
O principal evento cultural é a festa do padroeiro, São Sebastião, realizado em janeiro.
A Semana do Município é uma sequência de eventos realizados na semana do aniversário de emancipação política do município (27 de março).
Outro evento que atrai muitos evangélicos da região de Choró é o aniversário da Assembleia de Deus Templo Central no mês de Junho.
Em Dezembro é realizado o tradicional dia da Bíblia com uma passeata nas principais ruas de Choró.

## Lista de Governantes
Desde 1993, o município teve os seguinte prefeitos:

| Nº | Nome                              | Partido                                       | Início do mandato      | Fim do mandato         | Observações                                                                                     |
| 1  | Otácio Dantas Filho               | PSDB (1993-1995) PDT (1995)                   | 1º de janeiro de 1993  | 31 de dezembro de 1996 | Prefeito eleito em sufrágio universal                                                           |
| 2  | Públio Jorge Matias Dinelly       | PSD                                           | 1º de janeiro de 1997  | 31 de dezembro de 2000 | Prefeito eleito em sufrágio universal                                                           |
| 2  | Públio Jorge Matias Dinelly       | PSD                                           | 1º de janeiro de 2001  | 31 de dezembro de 2004 | Prefeito reeleito em sufrágio universal                                                         |
| 3  | Iracy Duarte Dantas               | PMDB                                          | 1º de janeiro de 2005  | 31 de dezembro de 2008 | Prefeita eleita em sufrágio universal                                                           |
| 4  | José Antônio Rodrigues Mendes, Dé | PSDB (2009-2011) PSD (2011)                   | 1º de janeiro de 2009  | 31 de dezembro de 2012 | Prefeito eleito em sufrágio universal                                                           |
| 4  | José Antônio Rodrigues Mendes, Dé | PSDB (2009-2011) PSD (2011)                   | 1º de janeiro de 2013  | 31 de dezembro de 2016 | Prefeito reeleito em sufrágio universal                                                         |
| 5  | Marcondes de Holanda Jucá         | PEN (2017-2020) PL (2020-2022) PT (2022-2024) | 1º de janeiro de 2017  | 31 de dezembro de 2020 | Prefeito eleito em sufrágio universal                                                           |
| 5  | Marcondes de Holanda Jucá         | PEN (2017-2020) PL (2020-2022) PT (2022-2024) | 1º de janeiro de 2021  | 22 de novembro de 2024 | Prefeito reeleito em sufrágio universal afastado do cargo                                       |
| 6  | Francisco Elcimar Lusia Ribeiro   | PSB                                           | 22 de novembro de 2024 | 31 de dezembro de 2024 | Vice-prefeito empossado após afastamento do titular                                             |
| 7  | Paulo George de Souza Saraiva     | PSB                                           | 1º de janeiro de 2025  | atualidade             | Presidente da Câmara de Vereadores empossado após prefeito eleito ser impossiblitado de assumir |